# 拉塞勒 (康塔尔省)
拉塞勒（法語：Lascelle，法語發音：[lasɛl]）是法国康塔尔省的一个市镇，属于欧里亚克区。

## 地理
拉塞勒（45°1'22"N, 2°34'32"E）面积19.1 平方千米，位于法国奥弗涅-罗讷-阿尔卑斯大区康塔爾省，该省份为法国中南部省份，位于法國中央高原中心，北起科雷兹省、上盧瓦爾省和多姆山省，西接洛特省和科雷兹省，南至阿韦龙省和洛特省，东临上盧瓦爾省和洛泽尔省。
与拉塞勒接壤的市镇（或旧市镇、城区）包括：吉尔戈尔、拉罗克维埃耶、若尔达讷河畔圣西尔格、圣普罗热德萨莱尔、蒂耶扎克、韦尔济克、塞尔河畔维克。

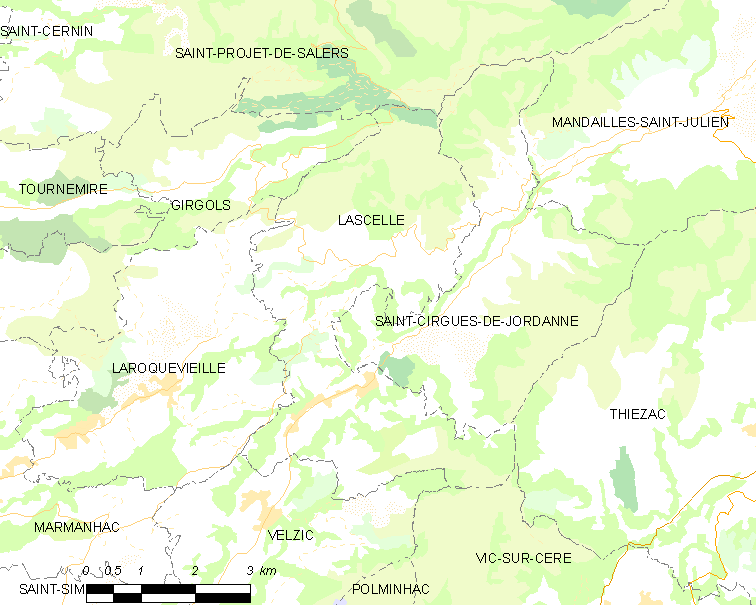
的OSM定位图

拉塞勒的时区为UTC+01:00、UTC+02:00（夏令时）。

## 行政
拉塞勒的邮政编码为15590，INSEE市镇编码为15096。

## 政治
拉塞勒所属的省级选区为塞尔河畔维克县。

## 人口

1962-2008年间人口变化图示

拉塞勒于2022年1月1日时的人口数量为266人。